# Campeonato Mundial de Ciclismo em Pista de 1933
O Campeonato Mundial UCI de Ciclismo em Pista de 1933 foi realizado em Paris, na França, entre os dias 11 e 15 de agosto. Foram disputadas três provas masculinas, duas de profissionais e uma de amador.

## Sumário de medalhas

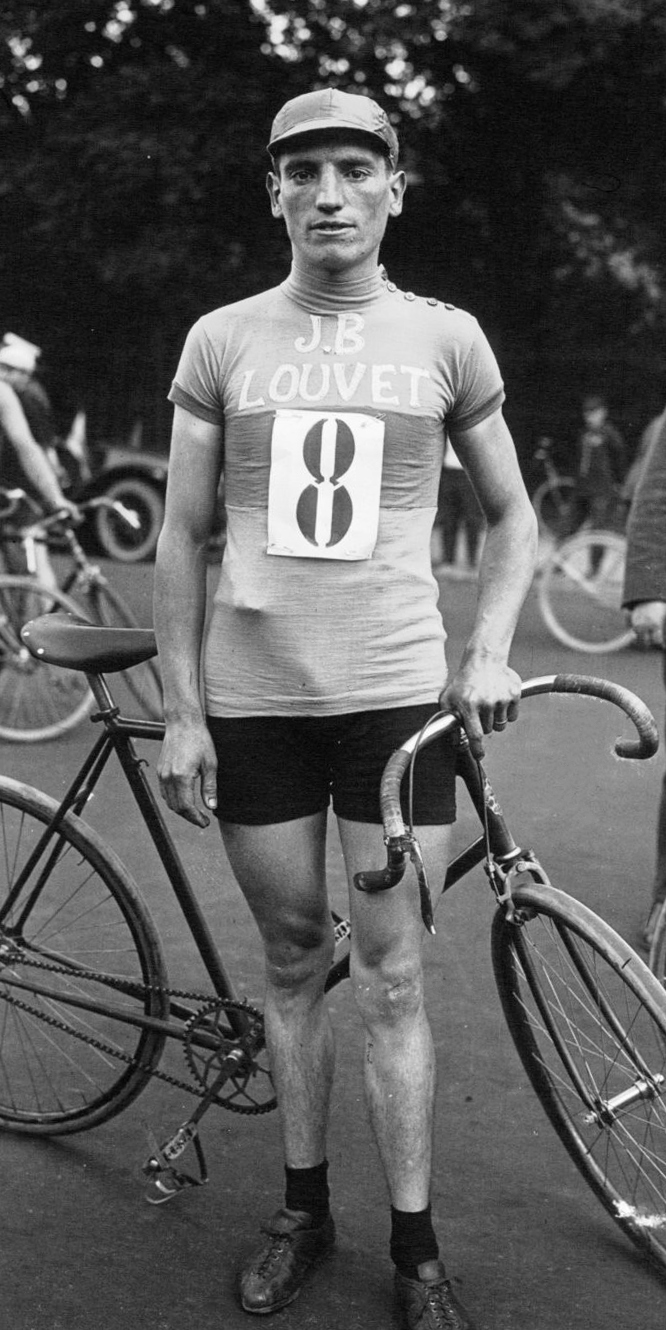
Charles Lacquehay ciclista profissional da França vencedor da prova motor-paced

| Eventos profissionais masculinos |                                    |                           |                                  |
| Velocidade individual            | Jef Scherens · Bélgica             | Lucien Michard · França   | Albert Richter · Alemanha        |
| Motor-paced                      | Charles Lacquehay · França         | Franco Giorgetti · Itália | Erich Metze · Alemanha           |
| Evento amador masculino          |                                    |                           |                                  |
| Velocidade individual            | Jacobus van Egmond · Países Baixos | Roland Ulrich · França    | Anker Meyer-Andersen · Dinamarca |

## Quadro de medalhas
| Ordem | País          | Medalha de ouro | Medalha de prata | Medalha de bronze | Total |
| ----- | ------------- | --------------- | ---------------- | ----------------- | ----- |
| 1     | França        | 1               | 2                | 0                 | 3     |
| 2     | Bélgica       | 1               | 0                | 0                 | 1     |
| -     | Países Baixos | 1               | 0                | 0                 | 1     |
| 4     | Itália        | 0               | 1                | 0                 | 1     |
| 5     | Alemanha      | 0               | 0                | 2                 | 2     |
| 6     | Dinamarca     | 0               | 0                | 1                 | 1     |